# Мішата
Міша́та (рос. Мишата) — присілок у складі Афанасьєвського району Кіровської області, Росія. Входить до складу Гордінського сільського поселення.
Населення становить 24 особи (2010, 31 у 2002).
Національний склад станом на 2002 рік — росіяни 100 %.